# Alfonso Martinez (Taekwondoin)
Alfonso Martinez (* 13. November 1982) ist ein ehemaliger belizischer Taekwondoin.
Martinez trat bei den Olympischen Sommerspielen 2008 in Peking an. Im Fliegengewicht kam er auf Platz 11.